# ハニア県

ハニア県
Περιφερειακή ενότητα Χανίων測地系: 北緯35度25分 東経23度55分 / 北緯35.417度 東経23.917度座標: 北緯35度25分 東経23度55分 / 北緯35.417度 東経23.917度

ハニア県（ハニアけん、Χανιά / Chania）は、ギリシャ共和国のクレタ地方を構成する行政区（ペリフェリアキ・エノティタ）のひとつ。クレタ島の最西部に位置する。県都はハニア。

## 地理

### 位置・広がり
クレタ地方に4つある県のうち最も西側に位置し、俗に「西クレタ県」とも呼ばれる。ハニア県は東のレティムノ県とのみ接している。県の北側はエーゲ海（クレタ海）であり、西側と南側は地中海に面している。また、本島から南に約48km離れたガヴドス島が県域に含まれる。この島はギリシャ共和国の最南端であるとともに、ヨーロッパで最南の島である。

### 地勢
県域には手つかずの美しい自然が随所に残っている。県南部のサマリア峡谷（en:Samaria Gorge）自然公園には、珍しいクレタ島の野生のヤギであるクリクリ（en:Kri-kri）などが生息し、主要な観光地となっている。石灰岩でできたレフカ・オリ山脈（en:Lefka Ori）の山頂は雪に覆われ、5月頃まで積もっていることがある。また、海抜2,000mを超える40カ所以上の頂があり、2,453mにあるパフネス山が一番高い。
また、春ごろに山に咲く花の観賞や、ヒゲワシやイヌワシを探すバードウォッチングなどは人気がある。クレタ島には独特の生物が生息しているからである。
クレタ島に一つしかない淡水湖であるクルナス湖は、レティムノ県との県境近く、ハニアから47kmの距離の位置にある。クルナス湖は比較的大きく、周囲は3.5kmもある。この湖は、この付近にあった古代都市コリオン（en:Kournas）の名から、「コリシア湖」と呼ばれることもある。

### 主要な都市・集落
人口3000人以上の都市・集落には以下がある。
- ハニア （Χανιά : ハニア市） - 53,373人
- ムルニエス （Μουρνιές : ハニア市） - 6,426人
- スーダ （Σούδα : ハニア市） - 6,384人
- ネロクロス （Νεροκούρος : ハニア市） - 4,105人
- キサモス （Κίσσαμος : キサモス市） - 3,821人
- クヌピディアナ （Κουνουπιδιανά : ハニア市） - 3,757人
- ダラツォス （Δαράτσος : ハニア市） - 3,209人
- ペリヴォリア・クドニアス （Περιβόλια Κυδωνίας : ハニア市） - 3,055人

県都である北東部の港湾都市ハニアは、クレタ島第二の人口を有する都市である。これに次ぐムルニエスやスーダはハニアの近郊に位置し、自治体としてのハニア市域に含まれる。ハニア県の人口はハニアの近郊の平野部に集中している。ハニア市域以外では、北西部のキサモス、南西部のパレオホラ（2,213人）が大きな都市である。
- ハニア
- キサモス
- パレオホラ

## 行政区画

ハニア県

### 市（ディモス）
ハニア県は、以下の自治体（ディモス、市）から構成される。人口は2001年国勢調査時点。
|   | 自治体名           | 綴り            | 政庁所在地              | 面積 Km² | 人口   |
| - | ------------------ | --------------- | ----------------------- | -------- | ------ |
| 1 | ハニア             | Χανιά           | ハニア (el)             | 356.1    | 97,364 |
| 2 | アポコロナス       | Αποκόρωνας      | ヴリセス (el)           | 323.1    | 12,703 |
| 3 | ガヴドス           | Γαύδος          | ガヴドス                | 33.0     | 98     |
| 4 | カンダノス＝セリノ | Κάντανος-Σέλινο | パレオホラ              | 369.1    | 7,334  |
| 5 | キサモス           | Κίσσαμος        | キサモス (el)           | 334.2    | 11,820 |
| 6 | プラタニアス       | Πλατανιάς       | ゲラニ (el)             | 495.4    | 18,622 |
| 7 | スファキア         | Σφακιά          | ホラ・スファキオン (el) | 467.6    | 2,446  |

### 旧自治体（ディモティキ・エノティタ）

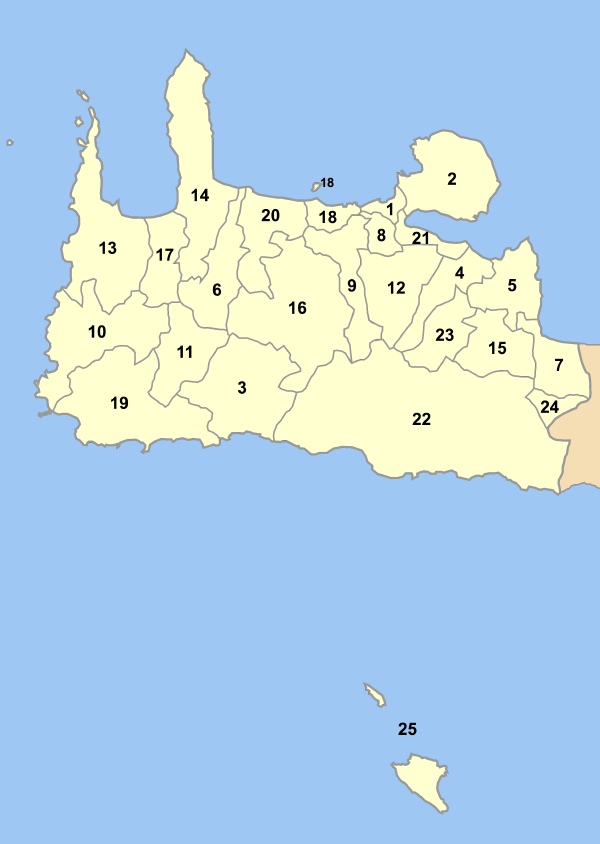
ハニア県の旧自治体（1999年 - 2010年）

カリクラティス改革（2010年）以前の広域自治体（ノモス）としてのハニア県は、以下の基礎自治体（ディモスおよびキノティタ）から構成されていた。※を付したものはキノティタであった。改革後、旧自治体は新自治体（ディモス）を構成する行政区（ディモティキ・エノティタ）となっている。
|    | 旧自治体                     | 綴り                 | 政庁所在地         | 新自治体           |
| -- | ---------------------------- | -------------------- | ------------------ | ------------------ |
| 1  | ハニア                       | Χανιά                | ハニア             | ハニア             |
| 2  | アクロティリ                 | Ακρωτήρι             | ピタリ             | ハニア             |
| 3  | 東セリノ                     | Ανατολικό Σέλινο     | カンバノス         | カンダノス＝セリノ |
| 4  | アルメニ                     | Αρμένοι              | カリヴェス         | アポコロナス       |
| 5  | ヴァモス                     | Βάμος                | ヴァモス           | アポコロナス       |
| 6  | ヴコリエス                   | Βουκολιές            | ヴコリエス         | プラタニアス       |
| 7  | ゲオルイウポリ               | Γεωργιούπολη         | クルナス           | アポコロナス       |
| 8  | エレフテリオス・ヴェニゼロス | Ελευθέριος Βενιζέλος | ムルニエス         | ハニア             |
| 9  | テリソ                       | Θέρισο               | ヴァンバコプロ     | ハニア             |
| 10 | インナホリ                   | Ινναχώρι             | エロス             | キサモス           |
| 11 | カンダノス                   | Κάνδανος             | カンダノス         | カンダノス＝セリノ |
| 12 | ケラミア                     | Κεραμιά              | ゲロラコス         | ハニア             |
| 13 | キサモス                     | Κίσσαμος             | キサモス           | キサモス           |
| 14 | コリンヴァリ                 | Κολυμβάρι            | コリンヴァリ       | プラタニアス       |
| 15 | クリオネリダ                 | Κρυονερίδα           | ヴリセス           | アポコロナス       |
| 16 | ムスリ                       | Μουσούροι            | アリキアノス       | プラタニアス       |
| 17 | ミティムナ                   | Μύθημνα              | ドラパニアス       | キサモス           |
| 18 | ネア・キドニア               | Νέα Κυδωνία          | ダラツォス         | ハニア             |
| 19 | ペレカノス                   | Πελεκάνος            | パレオホラ         | カンダノス＝セリノ |
| 20 | プラタニアス                 | Πλατανιάς            | ゲラニ             | プラタニアス       |
| 21 | スダ                         | Σούδα                | スダ               | ハニア             |
| 22 | スファキア                   | Σφακιά               | ホラ・スファキオン | スファキア         |
| 23 | フレス                       | Φρές                 | フレス             | アポコロナス       |
| 24 | アシ・ゴニア ※               | Ασή Γωνιά            | アシ・ゴニア       | アポコロナス       |
| 25 | ガヴドス ※                   | Γαύδος               | ガヴドス           | ガヴドス           |

- Διοικητική διαίρεση νομού Χανίων (πρόγραμμα Καποδίστριας) - ハニア県の自治体・集落一覧（1999年 - 2010年）

### 郡（エパルヒア）
県には以下の郡（エパルヒア）があったが、2006年以降法的な位置づけは行われていない。
| 郡名              | 綴り       | 中心地             |
| ----------------- | ---------- | ------------------ |
| キサモス郡 (en)   | Κίσσαμος   | キサモス           |
| キドニア郡 (en)   | Κυδωνία    | ハニア             |
| セリノ郡 (en)     | Σέλινο     | カンダノス         |
| アポコロナス郡    | Αποκόρωνας | ヴァモス           |
| スファキア郡 (en) | Σφακιά     | ホラ・スファキオン |

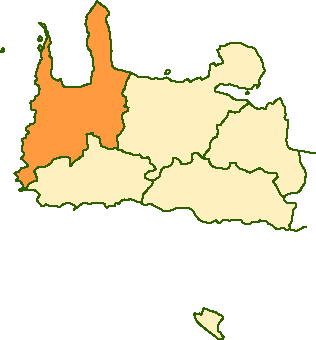
キサモス郡
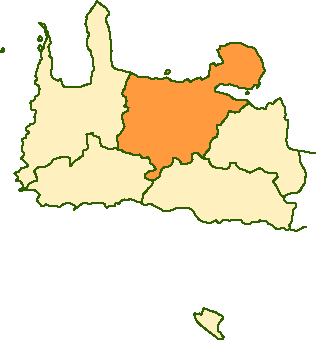
キドニア郡
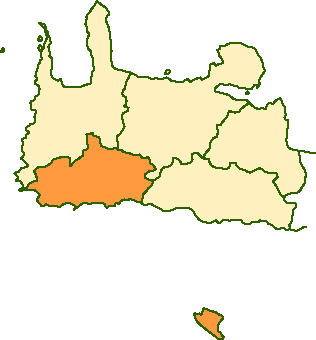
セリノ郡
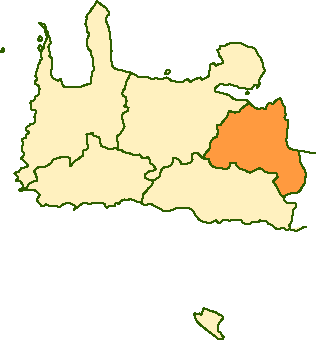
アポコロナス郡
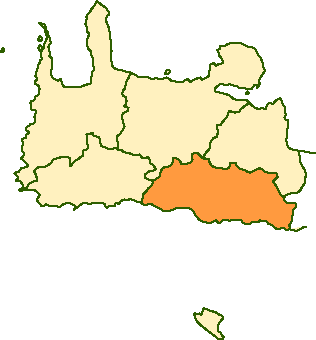
スファキア郡

## 著名な出身者
- エレフテリオス・ヴェニゼロス (1864-1936、政治家)